# عمارت کلد کریک
عمارت کلد کریک (به انگلیسی: Cold Creek Manor) فیلمی محصول سال ۲۰۰۳ و به کارگردانی مایک فیگیس است. در این فیلم بازیگرانی همچون دنیس کواید، شارون استون، استیون درف، جولیت لوئیس، کریستن استوارت، کریستوفر پلامر و دینا اسکلسن ایفای نقش کرده‌اند.